# Битва на схилах вулкана Пічинча
Битва на схилах вулкана Пічинча — битва між еквадорськими повстанцями і іспанськими військами, що відбулася біля підніжжя вулкана Пічінча, на висоті 3500 метрів над рівнем моря, неподалік від міста Кіто, сучасної столиці Еквадору.
Зіткнення, що відбувалося в контексті воєн іспанських колоній за незалежність, зіткнуло армію патріотів під командуванням генерала Антоніо Хосе де Сукре з армією іспанських роялістів під командуванням фельдмаршала Мельчора Аймеріха. Поразка військ роялістів, вірних Іспанії, призвела до визволення Кіто та забезпечила незалежність провінцій, що належали до Королівської Аудієнсії Кіто, іспанської колоніальної адміністрації, з якої врешті-решт виникне Республіка Еквадор.